# 쾰른 서부독일 방송 교향악단

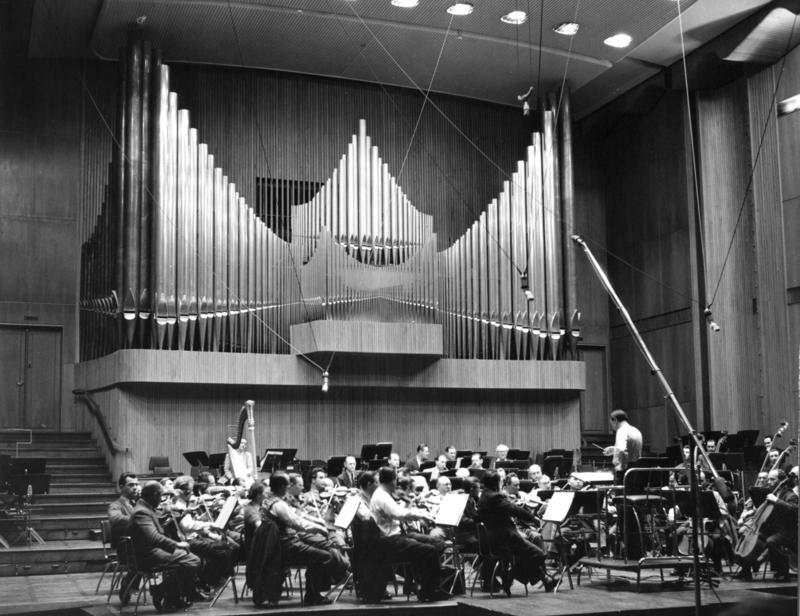

쾰른 서부독일 방송 교향악단(독일어: WDR Sinfonieorchester Köln)은 독일 쾰른에 거점을 둔 서부독일방송(WDR) 소속의 관현악단이다.

## 역사
2차 세계대전 종전 후 영국 점령군이 함부르크를 거점으로 하는 방송국인 '북서독일 방송국(NWDR)' 을 창설했고, 2년 뒤에는 쾰른에도 지국을 만들어 운영하기 시작했다. 함부르크에 만든 북독일 방송 교향악단의 선례를 따라 1947년에 결성한 것이 이 악단이며, 1954년에 방송국이 북독일 방송국(함부르크)과 서부독일방송(쾰른)으로 분리되면서 현재 명칭으로 바뀌었다.
최초 공연은 1948년 1월 21일에 개최되었고, 창단 후 17년 동안은 상임 지휘자나 음악 감독 등을 두지 않고 칼 뵘이나 프리츠 부슈, 에리히 클라이버, 오토 클렘페러, 디미트리 미트로풀로스 등의 객원 지휘자들이 초빙되어 지휘했다. 창단 초기부터 나치스에 의해 금지되거나 제한된 유태인 작곡가들의 작품과 현대 음악의 부활 공연과 초연을 적극적으로 행했고, 현재까지 카를하인츠 슈토크하우젠이나 루이지 노노, 한스 베르너 헨체, 루치아노 베리오, 칼 오르프, 크시슈토프 펜데레츠키, 윤이상, 볼프강 림 등 당대 작곡가들의 작품들이 계속 공연되고 있다.
상임 지휘자 제도는 1964년에 크리스토프 폰 도흐나니를 영입하면서 처음 실시했고, 이어 즈데넥 마칼과 와카스기 히로시, 가리 베르티니, 한스 폰크가 차례로 직책을 인계받아 활동했다. 베르티니 재임기에는 말러의 교향곡을 적극적으로 다루어 EMI에 전집을 출반하기도 했으며, 객원 지휘자로 자주 공연했던 귄터 반트도 브루크너의 교향곡 1-9번 아홉 곡을 오이로디스크에서 취입했다.
1997년에 폰크의 후임으로 세묜 비슈코프가 상임 지휘자에 취임해 현재까지 재임 중이며, 비슈코프도 브람스의 교향곡 전집과 말러, 쇼스타코비치의 교향곡, 리하르트 슈트라우스의 오페라 전곡들을 비롯한 음반들을 출반하고 있다. 이외에도 루돌프 바르샤이의 지휘로 녹음한 쇼스타코비치 교향곡 전집과 방송국의 실황 음원을 토대로 제작되고 있는 가리 베르티니 에디치온, 도이체 그라모폰이나 베르고, CPO, 오르페오, 카프리치오 등에서 현대음악이나 희귀 작품들을 담은 음반 등이 계속 발매되고 있다.
합창곡이나 연주회 형식의 오페라 공연 때는 쾰른 서부독일 방송 합창단(WDR Rundfunkchor Köln)과 자주 협연하고 있으며, 주요 공연장으로 쾰른 필하모니를 사용하고 있다. 이외에도 방송국 스튜디오에서 개최하는 방송 연주회나 실내악 연주회, 뒤셀도르프나 도르트문트, 빌레펠트, 뒤스부르크 등 방송국 관할 지역에서 가지는 공연과 점심시간 연주회, 어린이 음악회 등 다양한 기획의 공연이 개최되고 있다.

## 역대 상임 지휘자
- 크리스토프 폰 도흐나니 (1964-1969)
- 즈데넥 마칼 (1970-1974)
- 와카스기 히로시 (1977-1983)
- 가리 베르티니 (1983-1991)
- 한스 폰크 (1990-1997)
- 세묜 비슈코프 (1997-)
- 유카-페카 사라스테 (2010-2019/07)
- 크리스티안 머첼라루 (2019/09-)